# Іцукушіма
Іцукусіма (яп. 厳島) — острів у Внутрішньому Японському морі, південно-західній частині Хірошімської затоки. Більш знаний під іменем Міяджіма (宮島, «палацовий острів» або «острів святилища») завдяки синтоїстському святилищу Іцукушіма, що розташоване на його узбережжі. До 2005 року вся територія острова належала містечку Міяджіма (宮島町), яке нині є складовою частиною міста Хацукаіті префекутри Хірошіма.
Острів Іцукусіма, або так звана «Міяджіма провінції Акі», віддавна вважається одним з трьох найгарніших пейзажів Японії. Величезні ворота торії та святилище Іцукушіма занесені до списку Світової спадщини ЮНЕСКО.
Рельєф острова гористий. Найвищою точкою є скеляста гора Місен заввишки 535 м, з якої погожого дня видно береги далекого острова Шікоку. Гора вважається священною, тому її первісних лісів ніколи не вирубували мешканці острова. Завдяки цьому фауна Місену перебуває під суворою охороною держави.
З 1934 року (9 року Сьова) острів був включений до Національного парку «Сето Найкай». Завдяки цьому вся територія острова — під особливим контролем і захистом держави.
Оскільки Іцукушіма перебуває під захистом ЮНЕСКО і японського уряду, на острові заборонено будувати нове житло. Кількість мешканців не перевищує 2200 осіб. Через особливості рельєфу райони містечка Міяджіма розкидані на узбережжі острова. Транспортна мережа розвинена слабо. На дорогах відсутні транспортні знаки. Зв'язок з основним островом Хонсю здійснюється поромом.
Іцукушіма відома також своїми японськими кленами, які червоніють восени й забарвлюють гірські ліси острова в багряний колір. Листки цього клена стали символом міста. За їхнім мотивом в Іцукісімі виготовляють «момідзі мандзю» — пиріжки з начинкою з бобів адзукі, шоколаду чи варення. На острові мешкає багато оленів, які вважаються священними тваринами — посланцями богинь святилища Іцукушіма.